# Емилий Мацер
Емилий Мацер (на латински: Aemilius Macer; † 16 пр.н.е.) е римски латински, дидактик поет от Верона.
Автор е на две поеми за една птица Ornithogonia и за една риба Theriaca по подобие на гръцкия поет Никандър от Колофон. Според Йероним той умира през 16 пр.н.е., когато работи върху ботаническа книга.
Приятел е с Вергилий и Овидий. За него са писали Квинтилиан и Плиний Стари.